# Heterocranaus margaritipalpis
Heterocranaus margaritipalpis is een hooiwagen uit de familie Cranaidae.